# Симфония № 9 (Лудвиг ван Бетховен)
Вижте пояснителната страница за други значения на Симфония № 9.
„Симфония № 9 в ре минор“ (опус 125), наричана също „Хорална симфония“, е последната пълна симфония на германския композитор Лудвиг ван Бетховен. Завършена през 1824 година, тя е сред най-популярните произведения на класическата музика и определяна от редица критици като един от шедьоврите на Бетховен и една от най-значимите композиции в историята. Първото й изпълнение е на 7 май 1824 г. във Виена.
„Симфония № 9“ е първият пример на симфония от значим композитор, която използва вокални елементи, и поставя началото на жанра хорална симфония. Тя концентрира най-характерните черти на зрелия му стил и в същото време е обърната напред, към започнатата вече епоха романтизъм.
Нейната четвърта част съдържа изпълнение от хор и четири солови вокалиста на адаптация на поемата на Фридрих Шилер „Ода на радостта“. През 1972 година фрагмент от тази част на симфонията е обявен за Европейски химн.
|  | Тази страница частично или изцяло представлява превод на страницата Symphony No. 9 (Beethoven) в Уикипедия на английски. Оригиналният текст, както и този превод, са защитени от Лиценза „Криейтив Комънс – Признание – Споделяне на споделеното“, а за съдържание, създадено преди юни 2009 година – от Лиценза за свободна документация на ГНУ. Прегледайте историята на редакциите на оригиналната страница, както и на преводната страница, за да видите списъка на съавторите. ВАЖНО: Този шаблон се отнася единствено до авторските права върху съдържанието на статията. Добавянето му не отменя изискването да се посочват конкретни източници на твърденията, които да бъдат благонадеждни. |